# Zofia (hrabina Bar)
Zofia (ur. ok. 1020/1025, zm. w 1092 lub 1093) – hrabina Bar od 1033.

## Życiorys
Zofia była młodszą córką księcia Górnej Lotaryngii Fryderyka II i Matyldy, córki księcia Szwabii Hermana II. Ok. 1026 była wychowywana na dworze siostry swej matki, cesarzowej Gizeli, wraz ze swoją siostrą Beatrycze. Odziedziczyła Bar i inne posiadłości rozrzucone w okolicy i tytułowała się hrabiną Bar.

## Rodzina
W 1034 Zofia poślubiła hrabiego Montbéliard Ludwika. Mieli siedmioro dzieci:
- Ludwika,
- Teodoryka II, hrabiego Bar,
- Fryderyka,
- Zofię,
- Beatrycze, żonę księcia Karyntii Bertolda I,
- Matyldę, żonę hrabiego Egisheim Hugona VIII,
- Brunona[1][2].